# Chillicothe (Texas)
Chillicothe ist eine Stadt im Hardeman County im US-Bundesstaat Texas in den Vereinigten Staaten. Das U.S. Census Bureau hat bei der Volkszählung 2020 eine Einwohnerzahl von 549 ermittelt.

## Geografie
Die Stadt liegt im Nordosten des Countys, im Norden von Texas, an der Grenze zu Oklahoma und hat eine Gesamtfläche von 2,6 km².

## Geschichte
Der Ort wurde 1883 gegründet und wuchs nach der Anbindung an die Fort Worth and Denver City Railway im Jahr 1887 schnell. Benannt wurde er nach der Heimatstadt von A. E. Jones in Missouri. Das erste Postbüro wurde 1883 eröffnet. 1890 wurde der Ort durch ein Feuer komplett zerstört und die Einwohner bauten die Stadt beiderseits der Eisenbahnlinie wieder auf.

## Demografische Daten
Nach der Volkszählung im Jahr 2000 lebten hier 798 Menschen in 310 Haushalten und 212 Familien. Die Bevölkerungsdichte betrug 305,1 Einwohner pro km². Ethnisch betrachtet setzte sich die Bevölkerung zusammen aus 87,47 % weißer Bevölkerung, 5,64 % Afroamerikanern, 1,38 % amerikanischen Ureinwohnern, 0,00 % Asiaten, 0,00 % Bewohnern aus dem pazifischen Inselraum und 4,26 % aus anderen ethnischen Gruppen. Etwa 1,25 % waren gemischter Abstammung und 10,90 % der Bevölkerung waren spanischer oder lateinamerikanischer Abstammung.
Von den 310 Haushalten hatten 37,7 % Kinder unter 18 Jahre, die im Haushalt lebten. 53,2 % davon waren verheiratete, zusammenlebende Paare. 13,5 % waren allein erziehende Mütter und 31,6 % waren keine Familien. 28,7 % aller Haushalte waren Singlehaushalte und in 18,1 % lebten Menschen, die 65 Jahre oder älter waren. Die Durchschnittshaushaltsgröße betrug 2,57 und die durchschnittliche Größe einer Familie belief sich auf 3,24 Personen.
31,1 % der Bevölkerung waren unter 18 Jahre alt, 6,1 % von 18 bis 24, 26,2 % von 25 bis 44, 21,2 % von 45 bis 64, und 15,4 % die 65 Jahre oder älter waren. Das Durchschnittsalter war 35 Jahre. Auf 100 weibliche Personen aller Altersgruppen kamen 84,3 männliche Personen. Auf 100 Frauen im Alter von 18 Jahren und darüber kamen 75,7 Männer.
Das jährliche Durchschnittseinkommen eines Haushalts betrug 25.625 USD, das Durchschnittseinkommen einer Familie 31.250 USD. Männer hatten ein Durchschnittseinkommen von 26.645 USD gegenüber den Frauen mit 20.333 USD. Das Prokopfeinkommen betrug 12.450 USD. 16,7 % der Bevölkerung und 17,0 % der Familien lebten unterhalb der Armutsgrenze. Davon waren 18,7 % Kinder und Jugendliche unter 18 Jahren und 13,5 % waren 65 oder älter.

## Söhne und Töchter der Stadt
- Lew Williams (1934–2019), Rockabilly-Sänger und -Musiker